# Balbin
Balbin (Decimus Caelius Calvinus Balbinus) est empereur romain d'avril à juillet 238, conjointement avec Maxime Pupien.

## Biographie

### Famille et origine
On ignore presque tout de la jeunesse et de la vie de Balbin avant son accession au trône. Il est traditionnellement admis qu'il descend de Publius Coelius Balbinus Vibullius Pius, consul ordinaire de 136 ou 137. Si cet élément de généalogie était avéré, cela ferait de Balbin un parent de Q. Pompeius Falco – descendant du Pompeius Falco de l'époque antonine – qui fut un financier important pour une large partie de l'aristocratie sénatoriale du IIIe siècle, ainsi qu'un parent de Julius Frontinus et un descendant direct d'un cousin de Trajan. La date de sa naissance est située entre 165 et 178, sans qu'il soit possible de trancher. Toujours est-il qu'il est issu d'une famille patricienne, et qu'il est le fils – naturel ou adoptif – de Caelius Calvinus, légat de Cappadoce en 184.

### Carrière
Balbin fut dans sa jeunesse prêtre du collège des Saliens. Selon Hérodien, il fut gouverneur de plusieurs provinces, mais la liste qui en est donnée dans l'Histoire Auguste, ainsi que l'affirmation selon laquelle il aurait été proconsul d'Asie et d'Afrique, semblent être de pures inventions. On sait cependant assez sûrement qu'il fut consul deux fois, la première fois en 203 ou 211, la seconde en 213, comme collègue de Caracalla, ce qui permet de penser qu'il bénéficiait des faveurs de l'empereur.
L'Histoire Auguste, source controversée s'il en est, le décrit comme un orateur admiré, un poète assez renommé, un magistrat sage, qui exerça avec dignité et honnêteté les juridictions qui lui furent confiées. Cette source le décrit par ailleurs comme généreux par ses libéralités, fortuné, affable. Ce portrait, somme toute élogieux et lisse de tout défaut, procède probablement du style et du contenu idéologique de l'Histoire Auguste, dont on ne sait exactement à quel point son contenu est historiquement frauduleux dès sa rédaction au IVe siècle de notre ère. 

### Accession au pouvoir
Au début de l'année 238, Maximin le Thrace, empereur assez impopulaire et violent, est sujet à une révolte en Numidie. Des grands propriétaires terriens prennent les armes contre un agent du fisc, le massacrant lui ainsi que les soldats chargés de sa protection. Ils acclament Gordien Ier, gouverneur de la province d'Afrique, vieux sénateur octogénaire, comme nouvel empereur, qui désigne une fois couronné son fils Gordien II comme coempereur. Ils s'emparent miraculeusement de Carthage : cependant, l'Afrique proconsulaire est depuis le règne de Caligula dépourvue de légion stationnée de manière permanente, la Legio III Augusta étant localisée en Numidie. Gordien Ier est donc contraint de se reposer sur une armée improvisée, composée de locaux peu habitués au maniement des armes. Profitant de cette situation défavorable au vieux sénateur, Capelianus, légat de Numidie, fidèle à l'empereur Maximin, va écraser la révolte et liquide les usurpateurs, le 12 avril 238.
Cependant, entretemps, le sénat et le peuple romain, enthousiasmés de pouvoir déchoir l'empereur Maximin, se sont ralliés à la cause de Gordien et de son fils. À la nouvelle de l'échec de la révolte, une peur panique s'empare de l'ensemble de la population, craignant une répression sanglante très certaine de l'empereur usurpé. C'est dans ce climat que sont nommés empereurs Maxime Pupien, à la tête des armées, et Balbin, chargé du maintien de l'ordre à Rome, le 22 avril 238, soit 10 jours après la mort des deux Gordiens.

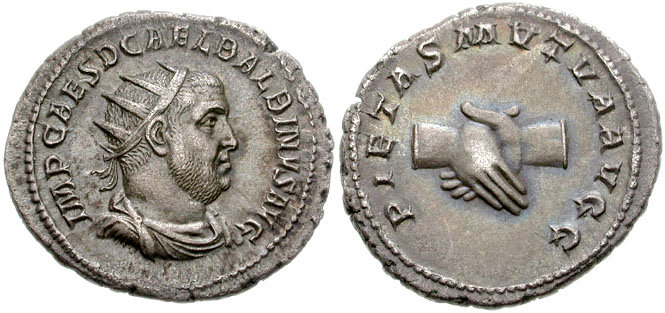
Antoninien de Balbin (tête radiée au droit, mains serrées au revers portant comme légende PIETAS MUTUA AUGG, signifiant le partage des charges entre les deux augustes Pupien et Balbin) (émise entre avril et juillet 238)

### Règne
Maximin, stationnant avec ses armées, apprend calmement tous ces évènements alors qu'il est sur les rives du Danube. Il décide, bien que ne prenant pas pour sérieuse la menace, de marcher sur Rome avec ses troupes. Il franchit les Alpes sans encombre mais à pas forcé, pénètre en Italie, et parvient aux remparts de la ville d'Aquilée, que Maxime Pupien a transformé en véritable forteresse, largement pourvue en hommes et en vivres, après avoir quitté Rome. À mesure que le siège dure, le moral des troupes de Maximin baisse, voyant les assiégés festoyer sous leur nez alors qu'eux n’ont que la faim pour repas. La révolte se faisant plus vive, Maximin entreprend de punir ses généraux, les accusant de saboter le moral des troupes, et en fait exécuter quelques-uns pour l'exemple. Cette brutalité injustifiée provoque la perte de Maximin, une conspiration de ses soldats a raison de lui et son fils, ces derniers envoyant leurs têtes au Sénat en signe de soumission aux nouveaux empereurs. Pendant ce temps là, Balbin fait face à un mécontentement grandissant à Rome, les émeutes ayant par ailleurs causé un immense incendie qui ravage une partie de la ville. L'impopularité de Maxime Pupien, et les protestations du peuple, imposent au sénat d'élever le neveu de Gordien II, le futur Gordien III, au rang de César, et héritier des deux empereurs, le 22 avril 238.

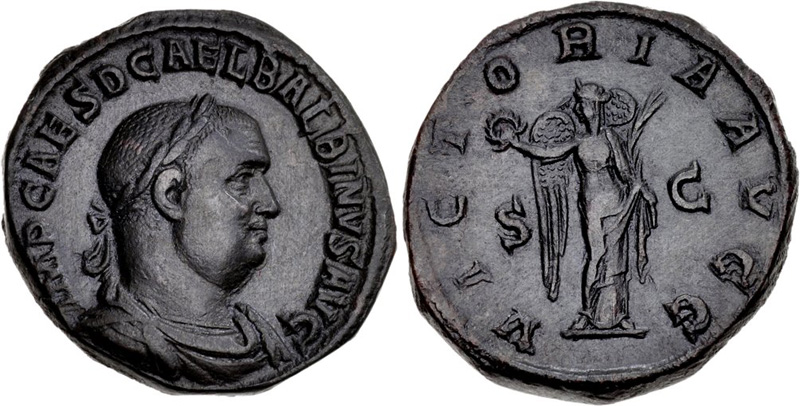
Sesterce de Balbin coiffé d'une couronne laurée, le revers portant une victoire (émise entre avril et juillet 238)

### Fin
Maxime Pupien et Balbin ne s'entendent guère, mais c'est la garde prétorienne, mise à l'écart depuis le début des évènements et craignant d'être remplacée par des soldats germains, qui se décide à agir (le chef de la garde prétorienne n'avait par ailleurs pas apprécié que l'on choisisse des sénateurs plutôt que des militaires comme nouveaux empereurs). Alors qu'est fêtée la victoire sur Maximin, les prétoriens passent brusquement à l'action, se saisissant des deux empereurs. Deux versions existent quant à cette fin : pour l'une d'entre elles, les empereurs sont simplement assassinés sans autre forme de cérémonie, pour l'autre, les prétoriens les torturent de façon acharnée, puis les traînant dans toute la ville jusqu'à leur caserne, où ils les achèvent.
Gordien III est alors désigné empereur par la garde prétorienne, à une date incertaine : selon M. Sartre, d'après une inscription syrienne, cette acclamation se fait dès le 27 mai 238. Selon X. Loriot, il faut attendre le 29 juillet 238.

### Sarcophage
Le souvenir du règne de Balbin demeure assez maigre au cours des périodes postérieures de l'histoire romaine. Cependant, son sarcophage fut un des seuls sarcophages impériaux qui furent découverts : il fut mis au jour près de la via Appia, et restauré. On peut y voir les figures de Balbin et de sa femme, allongés sur une banquette. La sculpture est conservée au Museo di Pretastato, près des catacombes de Praetextatus, sises dans le parc de Caffarella à Rome,,.

## Noms successifs
- Vers 165, naît Decius Caelius Calvinus Balbinus
- Avril 238, accède à l'Empire : Imperator Caesar Decius Caelius Calvinus Balbinus Pius Felix Augustus